# Полтава 2-я
Полтава 2-я — хутор в Азовском районе Ростовской области.
Входит в состав Кугейского сельского поселения.

## География
Расположен в 45 км (по дорогам) юго-западнее районного центра — города Азова.
На хуторе имеются две улицы: Волгодонская и Молодёжная.

## История
Основано в XIX веке переселенцами из Полтавы.

## Население
| 1989 | 2002 | 2010 |
| ---- | ---- | ---- |
| 183  | ↗189 | ↗218 |

По данным переписи 1926 года по Северо-Кавказскому краю, в населённом пункте числилось 84 хозяйства и 488 жителей (251 мужчина и 237 женщин), из которых украинцы — 99,39 % или 485 чел.